# Albert Stohr

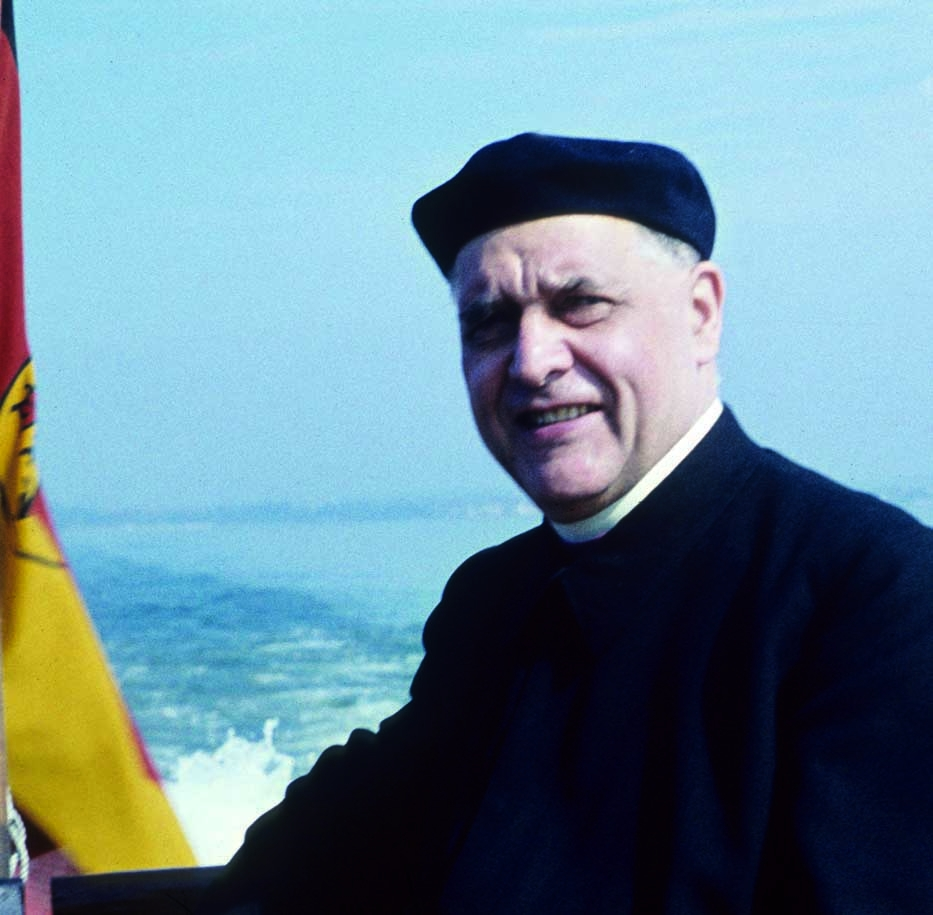
Bischof Albert Stohr (Foto: Leonhard Veith August 1959)

Albert Stohr (* 13. November 1890 in Friedberg; † 3. Juni 1961 in Seligenstadt) war von 1935 bis zu seinem Tod 1961 Bischof von Mainz.

## Leben und Wirken

### Ausbildung und Tätigkeit als Priester
Albert Stohr war der Sohn des Reichsbahn-Obersekretärs Emil Stohr und dessen Frau Eva Elisabeth aus Friedberg. Albert erlangte 1909 an der Augustinerschule Friedberg das Abitur. Anschließend besuchte er das Priesterseminar in Mainz, an dem er sich mit Romano Guardini anfreundete. Stohr empfing am 19. Oktober 1913 im Mainzer Dom die Priesterweihe.
Als Priester war er zunächst 1914 Subrektor des Mainzer Konvikts, 1915 Kaplan an St. Emmeran in Mainz, 1916 Subrektor des Bensheimer Konvikts, 1918 Kaplan in Viernheim und 1919/20 vertretungsweise am Lehrerseminar Bensheim. Ab 1920 studierte er an der Albert-Ludwigs-Universität Freiburg und wurde dort 1921 promoviert. Nach weiteren Studien an der Uni Münster, in Rom und der Justus-Liebig-Universität Gießen habilitierte er sich 1924 für Dogmatik bei Martin Grabmann in München mit einer Arbeit über die Trinitätslehre des Dominikaners Ulrich von Straßburg. Im Jahr 1925 erhielt er einen Ruf auf eine Professur für Kirchengeschichte und Homiletik am Priesterseminar in Mainz und war dort von 1926 bis 1935 Professor für Dogmatik. Parallel lehrte er von 1925 bis 1932 am Pädagogischen Institut Mainz. Er engagierte sich unter anderem in der Görres-Gesellschaft.
Von 1931 bis 1933 war er Abgeordneter der Deutschen Zentrumspartei im Hessischen Landtag.
Im Jahr 1932 veröffentlichte Stohr im Mainzer Journal einen Artikel unter dem Titel Warum wir Hitler nicht wollen über die Weltanschauung der Nationalsozialisten und den „neuen Blutmythus“ des NS-Ideologen Alfred Rosenberg und kam zu dem Schluss, dass Katholiken und überzeugte Protestanten Hitler nicht wählen dürften.

### Amtszeit als Bischof in der Zeit des Nationalsozialismus
Nach dem Tode seines Vorgängers Ludwig Maria Hugo wurde er am 10. Juni 1935 vom Mainzer Domkapitel zum Bischof gewählt und am 17. Juli 1935 von Pius XI. als Bischof des Bistums Mainz bestätigt. Mit 44 Jahren war er jüngster Bischof Deutschlands. Die Bischofsweihe spendete ihm am 24. August 1935 der Freiburger Erzbischof Conrad Gröber; Mitkonsekratoren waren Ludwig Sebastian, Bischof von Speyer, und Joannes Baptista Sproll, Bischof von Rottenburg. Als bischöfliches Leitwort wählte Albert Stohr: Dominus fortitudo – Der Herr ist (meine) Stärke. Der nationalsozialistische Reichsstatthalter Jakob Sprenger verzögerte die Ableistung des Eides auf die Verfassung durch Stohr, sodass dieser erst am 21. September 1935 die Verwaltung des Bistums übernehmen konnte. Die ersten zehn Jahre von Stohrs Amtszeit waren durch die Auseinandersetzung mit dem nationalsozialistischen Regime geprägt.
Stohr selbst verlas 1937 die päpstliche Enzyklika Mit brennender Sorge gegen den Nationalsozialismus und seine Folgen und übernahm die Verantwortung für deren Vervielfältigung, die im Bistum Mainz von eigenen Kräften, ohne Beauftragung professioneller Druckereien, geleistet worden war. Im gleichen Jahr wurde Stohr von der Fuldaer Bischofskonferenz zum Referenten für die kirchliche Jugendarbeit ernannt. Dies war besonders heikel, da Jugendarbeit außerhalb der Kirchenmauern im gleichgeschalteten System des Nationalsozialismus verboten war.

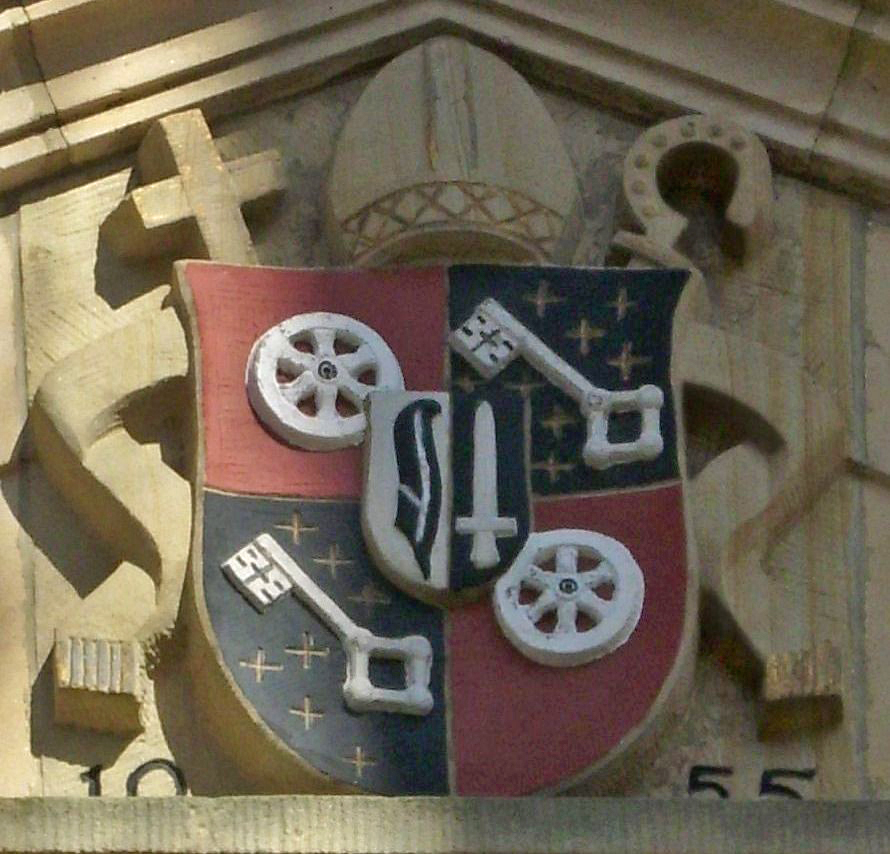
Hauszeichen an der Villa Rosengarten 2; ehemalige Residenz der Mainzer Bischöfe Albert Stohr und Hermann Kardinal Volk; Wappen des Bischofs Albert Stohr

Stohr wurde mehrmals Ziel von nationalsozialistischen Hetzkampagnen; Wallfahrten wurden verboten, weil Stohr dabei die Nationalsozialisten kritisierte. Da kirchliches Wirken nach außen zunehmend unmöglich wurde, berief er über Pfingsten 1937 eine Diözesansynode ein, um zumindest die bestehenden Strukturen und Dienste gegen noch schlimmere Angriffe zu schützen und die Widerstandskraft im Bistum zu erhalten.
Nachdem im Juli 1938 die Wohnung des Rottenburger Bischofs Joannes Baptista Sproll von Nationalsozialisten gestürmt und dieser im August gewaltsam von der Gestapo aus seiner Bischofsstadt verschleppt worden war, protestierte Stohr in einem Rundschreiben an die Bischöfe gegen die Hinnahme der Tätlichkeiten gegen Sproll. Zugleich wandte sich Stohr gegen die Kirchenpolitik Kardinal Innitzers.
Im Jahre 1940 wurde Stohr von der Bischofskonferenz neben dem Jugendreferat auch die Leitung der ständigen „Liturgischen Kommission“ übertragen, in der er für die deutschsprachigen Bistümer wichtige Vorstufen zum Zweiten Vatikanischen Konzil erarbeitete.
Obwohl es zu Stohrs Zeiten geradezu „ein Stilelement des katholischen Episkopates [war], dass man sich eher grundsätzlich äußert und zu aktuellen politischen Aussagen weniger Stellung nimmt“, und trotz der Schikanen durch die Nationalsozialisten wandte sich Stohr in seinen Predigten sehr deutlich gegen die Unmenschlichkeit der Nationalsozialisten. 1937 setzte er sich in einem Hirtenbrief kritisch mit „Volk und Rasse“ auseinander, in seiner Christkönigspredigt 1941 geißelte er die Vernichtung sogenannten „lebensunwerten Lebens“ und forderte die Einhaltung der Menschenrechte. Stohr äußerte sich öffentlich gegen den NS-Spielfilm Ich klage an (1941), der Krankenmorde in der Zeit des Nationalsozialismus breit propagierte.
Im August 1943 plante er eine briefliche Intervention beim Reichsminister des Innern Wilhelm Frick zugunsten der verfolgten Juden, die er aber nicht ausgeführt hat.
In der während des Zweiten Weltkriegs herrschenden Not verschaffte er mehreren Menschen Unterkunft, obwohl das Bischofspalais in Mainz bereits während der Bombardements von 1942 stark beschädigt worden war. Da 1945 die Gefahr bestand, von den Nationalsozialisten verschleppt zu werden, musste Stohr im evangelisch geprägten Engelstadt untertauchen und sich bis zum Vorrücken der amerikanischen Armee verstecken. Drei Tage nach der Einnahme der Stadt Mainz durch die Amerikaner kehrte Stohr am 24. März 1945 in seine Bischofsstadt zurück und begann den Wiederaufbau der Kirche und des Landes.

### Tätigkeit in der Nachkriegszeit
Noch im März 1945 verkündete er als Ziele des Neuaufbaus die Wiederherstellung und die Vertiefung des religiösen Lebens und forderte ein klares Bekenntnis zu einem sozialen und christlich orientierten Rechtsstaat.
Nach dem Krieg setzte sich Stohr gegen eine kollektive Schuldzuweisung an alle Deutschen ein und warnte auch davor, dass zu weit gehende Entnazifizierungsmaßnahmen gegen Geringbelastete und Mitläufer den Wiederaufbau bremsen könnten. Er befürchtete, dass so die Deutschen von der extremen Rechten zur extremen Linken gedrängt würden. Außerdem setzte sich Stohr bei den Besatzungsmächten für eine schnelle Freilassung der Kriegsgefangenen und für eine verbesserte Versorgung derselben ein.
Ebenfalls engagierte er sich für die Integration der zahlreichen Heimatvertriebenen, allein im Bistum Mainz wuchs die Zahl der Katholiken von rund 439.000 am Anfang seines Episkopats 1935 auf 741.000 zu seinem Ende 1961. Er weihte während seiner Amtszeit über 100 neue Kirchengebäude ein.
Stohr organisierte auch den ersten deutschen Katholikentag nach dem Krieg, 1948 fand dieser mit ca. 180.000 Besuchern in Mainz statt.
Aufgrund der hohen Arbeitsbelastung wurde erstmals seit dem Untergang des alten Erzbistums Mainz dem Mainzer Bischof 1954 mit Josef Maria Reuß ein Weihbischof zur Seite gestellt.
Ab 1955 wurden die Kriegsschäden am Mainzer Dom beseitigt; 1960 konnte Stohr den neuen Hochaltar zur Feier seines 25-jährigen Bischofsjubiläums weihen.
1959 wurde Stohr in die Theologische Kommission zur Vorbereitung des Zweiten Vatikanischen Konzils berufen, verstarb aber vor dessen Beginn auf einer Firmreise am 3. Juni 1961 im Alter von 70 Jahren.

## Würdigung

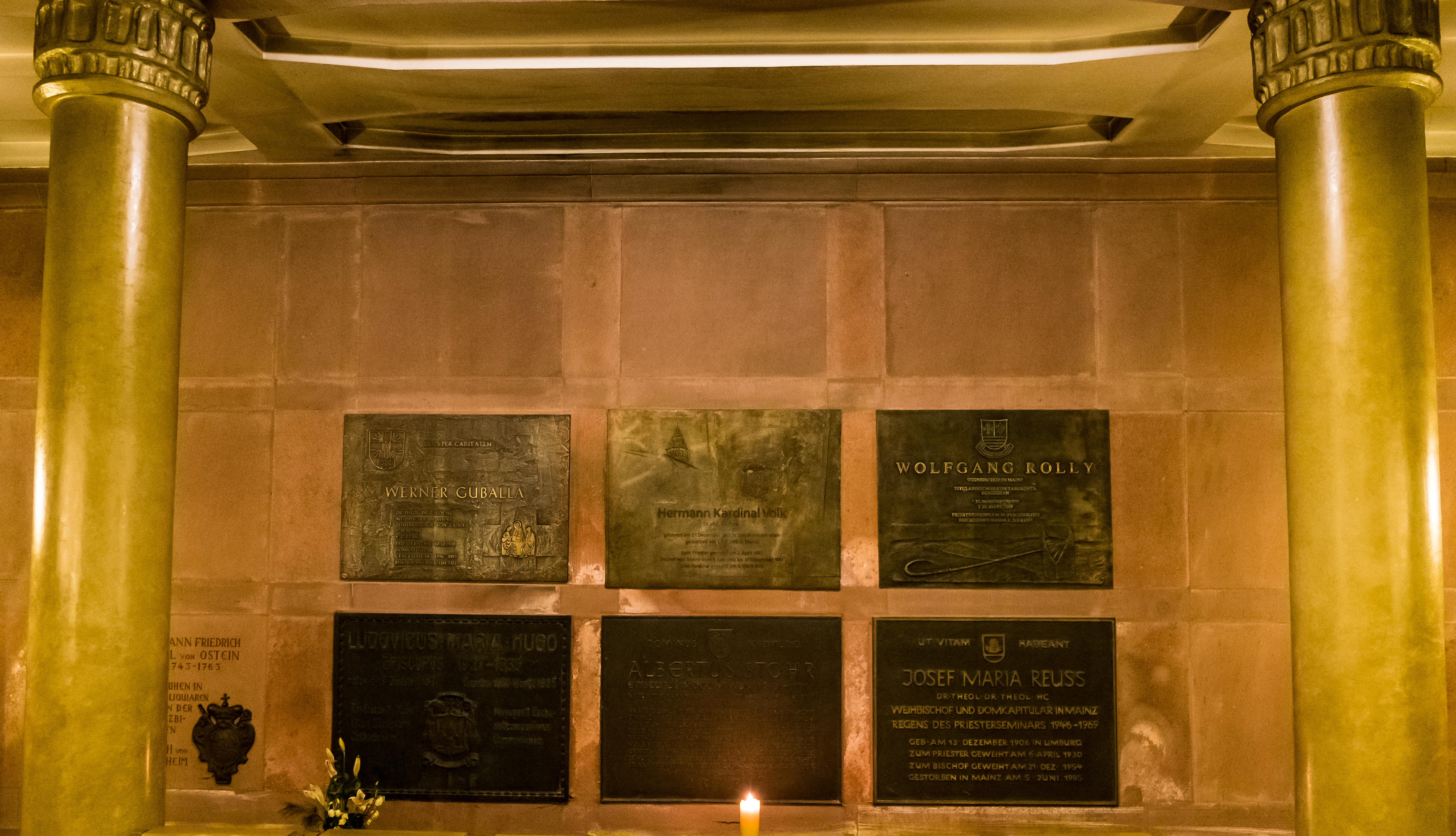
Rückwand der Westkrypta des Mainzer Doms, mit Grabplatte von Bischof Albert Stohr

In seine Amtszeit fielen der Nationalsozialismus, dessen entschiedener Gegner er war, der Zweite Weltkrieg und der sich daran anschließende Wiederaufbau des Domes, der ebenso wie die Stadt im Zweiten Weltkrieg große Zerstörungen davontrug.
Gemeinsam mit Romano Guardini war er maßgeblich an der Vorbereitung der Liturgiereform des Zweiten Vatikanischen Konzils beteiligt.
Zur Pflege der regionalen Kirchengeschichte setzte er sich gemeinsam mit weiteren Bistümern am Rhein für die Gründung der Gesellschaft für mittelrheinische Kirchengeschichte ein. Er förderte die Wiedererrichtung der Mainzer Universität und der Bildungseinrichtungen in katholischer Trägerschaft in seinem Bistum.
Stohr engagierte sich für zahlreiche Sozialprojekte im Heiligen Land. Er war Großoffizier des Ritterorden vom Heiligen Grab zu Jerusalem.
Den Studierenden war er besonders verbunden; er war Mitglied der katholischen Studentenverbindungen KDStV Hohenstaufen Freiburg im Breisgau, VKDSt Hasso-Rhenania Mainz und VKDSt Saxonia Münster im CV.
Zuletzt trat Stohr für die Rehabilitierung von Romano Guardini ein, dessen „progressistische“ Haltung in Rom Gegenstand von Lehrbeanstandungen war.

## Umgang mit sexuellem Missbrauch
Die am 3. März 2023 vorgestellte Missbrauchsstudie für das Bistum Mainz mit dem Titel „Erfahren – Verstehen – Vorsorgen“ ermittelte für den Untersuchungszeitraum von 1945 bis 2022 657 durch sexuelle Übergriffe Betroffene im Bistum Mainz, 59 % von ihnen waren männlich; von den 392 Beschuldigten waren 96 Prozent männlich, 65 Prozent waren Kleriker. Wie seinen beiden Nachfolgern, den Kardinälen Hermann Volk und Karl Lehmann, war, so die Ermittler, auch Bischof Albert Stohr durchweg der Schutz der Institution Kirche wichtiger als ein angemessener Umgang mit Betroffenen sexuellen Missbrauchs. Es habe ein System eines institutionellen Selbstschutzes bestanden, das von Empathie für Täter, Gleichgültigkeit für Opfer und dem Abstreiten von Verantwortung geprägt gewesen sei. Stohrs Vorgehen lasse sich mit den Schlagworten „Ermahnen und Versetzen“ charakterisieren; oberste Prämisse für sein Handeln sei das Vermeiden von Skandalen gewesen. Betroffene spielten in seiner Amtszeit keine Rolle, stattdessen setzte er sich beim Vatikan für die Rehabilitierung der ohnehin in der Regel nur mild kirchenrechtlich bestraften Täter ein.